# Giovanni Filippo d'Arco
Giovanni Filippo d'Arco, Conde de Arco (11 de mayo de 1652-18 de febrero de 1704) fue un soldado que sirvió a la Monarquía Habsburgo durante 30 años. Debido a que rindió la fortaleza de Breisach después de solo 13 días, fue sentenciado a muerte y ejecutado. Un general diferente llamado Arco, Jean Baptist, Comte d'Arco fue empleado por el Electorado de Baviera, enemigo de Austria en la guerra de Sucesión Española.

## Carrera
D'Arco nació en Arco, Trentino, y llevaba 30 años de distinguido servicio cuando el Margrave Luis Guillermo de Baden-Baden le ordenó en 1703 defender Breisach hasta el último hombre contra el ataque francés a las órdenes de Claude Louis Hector de Villars.
La ciudad estaba bien defendida y d'Arco disponía de suficientes soldados para mantener la ciudad durante un tiempo considerable; sin embargo, capituló el 6 de septiembre de 1703 después de solo 13 días de sitio. La "llave" del sur de Alemania cayó en manos del enemigo junto con mucho suministros, armamento y munición.
D'Arco fue acusado de traición y decapitado el 18 de febrero de 1704, en Bregenz. Su segundo al mando Luigi Ferdinando Marsigli fue degradado de todos los honores y su espada fue partida sobre él.